# Chimera Linux
Chimera Linux ist eine unabhängige Linux-Distribution, die nicht auf die üblichen GNU Core Utilities setzt, sondern stattdessen die Userland-Kernprogramme von FreeBSD und die C-Bibliothek musl statt glibc verwendet. Programmpakete werden binär ausgeliefert. Man folgt dem Rolling-Release-Modell.

## Ziele
Die Verwendung alternativer Bibliotheken und Hintergrundprogrammen wird mit geringerer Größe und verringerter Komplexität begründet. Im Weiteren sind die Programme leichter auf andere Architekturen zu portieren.
So entstand ein Linux-System ohne GNU Core Utilities und systemd, an dessen Stelle der Servicemanager Dinit zum Einsatz kommt. Der Name Chimära bezieht sich darauf, dass die Distribution ein Mischwesen darstellt. Zur Kompilierung wird LLVM anstelle der GNU Compiler Collection verwendet. Die Paketverwaltung ist Alpine Linux entnommen. Die Pakete selbst stammen aber von Chimera Linux selbst. Da es nicht vollständig binärkompatibel ist, müssen diese eigens kompiliert werden. Proprietäre Software kann mittels Flatpak in einer üblicheren Linux-Container-Umgebung installiert werden.

## Geschichte
Das Projekt begann Mitte 2021. Bereits Ende 2021 war es selbststartfähig. Seit Schnapsschuss 20250214 wird neben GNOME experimentell KDE Plasma 6 unterstützt und PowerPC in der 32-Bit-Variante.

## Rezeption
Boris Mayer von golem.de bewertete Chimera Linux als neuen, interessanten Weg und gleichzeitig auch als Antwort auf den GNU/Linux-Namensstreit. Daroc Alden kommentierte, dass die Entscheidungen für Chimera Linux unideologisch und pragmatisch getroffen werden, um ein möglichst kleines und einfaches System mit hoher Wartbarkeit zu erstellen. So sei weder die Softwarelizenz ausschlaggebend noch spreche der Chefentwickler den bestehenden Systemen im Linux-Umfeld die Nützlichkeit ab. Bei der täglichen Arbeit falle die Alternative im User-Mode gar nicht auf. Dennoch richte es sich klar an fortgeschrittene Nutzer.